# Korona (Sonne)

Die Korona der Sonne während der Sonnenfinsternis im Jahr 1999, kurz vor dem Sonnenfleckenmaximum. Die sichtbaren Strahlen verlaufen nach allen Seiten.

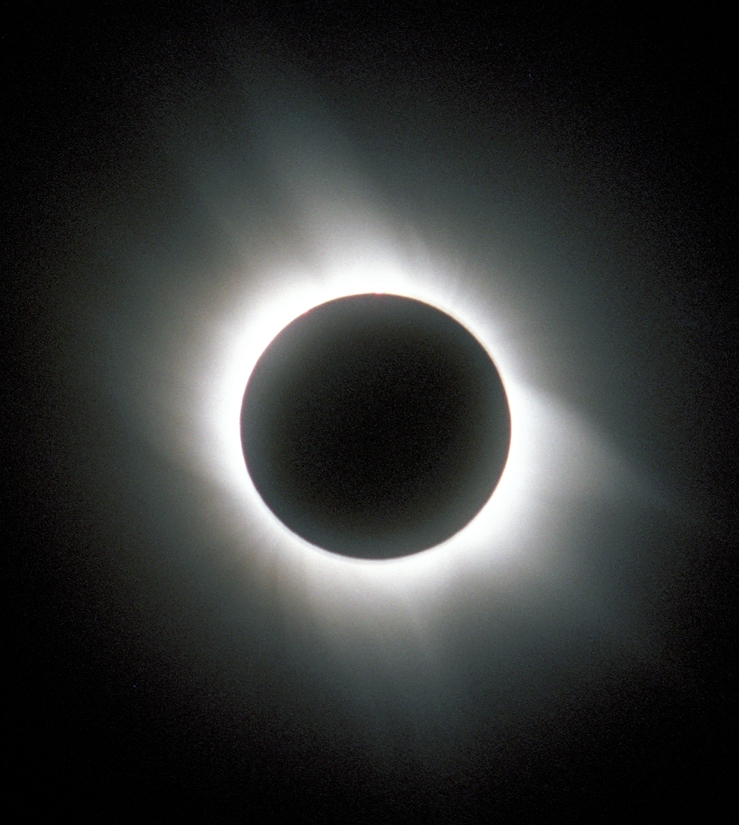
Die Korona während der Sonnenfinsternis im Jahr 2006, kurz vor dem Sonnenfleckenminimum. Die Strahlen verlaufen fast nur noch in der Äquatorebene.

Die Sonnenkorona (altgriechisch κορώνη korṓnē „Gekrümmtes“, lateinisch corona „Kranz, Krone“) ist der Bereich der Atmosphäre der Sonne, der oberhalb der Chromosphäre liegt und im Vergleich zu tiefer liegenden Schichten deutlich geringere Dichten, jedoch höhere Temperaturen aufweist.
Die Sonnenkorona ist nicht zu verwechseln mit der Korona bzw. dem Hof um Sonne oder Mond, die auf Beugungseffekten in der Erdatmosphäre beruhen.

## Sichtbarkeit
Das schwache Leuchten der Korona ist freiäugig nur bei einer totalen Sonnenfinsternis sichtbar. Der hauptsächlich durch Thomson-Streuung an Elektronen erzeugte Strahlenkranz reicht je nach Sonnenaktivität um etwa 1 bis 3 Sonnenradien nach außen und geht kontinuierlich in den Sonnenwind über.
Unabhängig von Sonnenfinsternissen kann der innere Teil der Korona beobachtet werden mit Hilfe von Koronografen oder durch Satelliten, die in anderen Spektralbereichen als dem optischen operieren.
In Zeiten hoher Sonnenaktivität kann der sichtbare Strahlenkranz der Korona bis zu einem Abstand von mehreren Millionen Kilometern bzw. 2 bis 3 Sonnendurchmessern oberhalb der Photosphäre sichtbar sein. Er zeigt aufgrund der Anordnung des koronalen Magnetfeldes eine strahlenförmige Struktur, die sich im Verlaufe des 11-jährigen Zyklus der Sonnenflecken global verändert. Infolge der unterschiedlichen Struktur des Magnetfeldes, in dem das koronale Plasma eingeschlossen ist, verlaufen die sichtbaren Strahlen während eines Aktivitätsmaximums in der Regel nach allen Seiten, während beim Sonnenflecken-Minimum die deutlichsten Strukturen am Sonnenäquator auftreten (vgl. Abbildungen).

## Aufbau

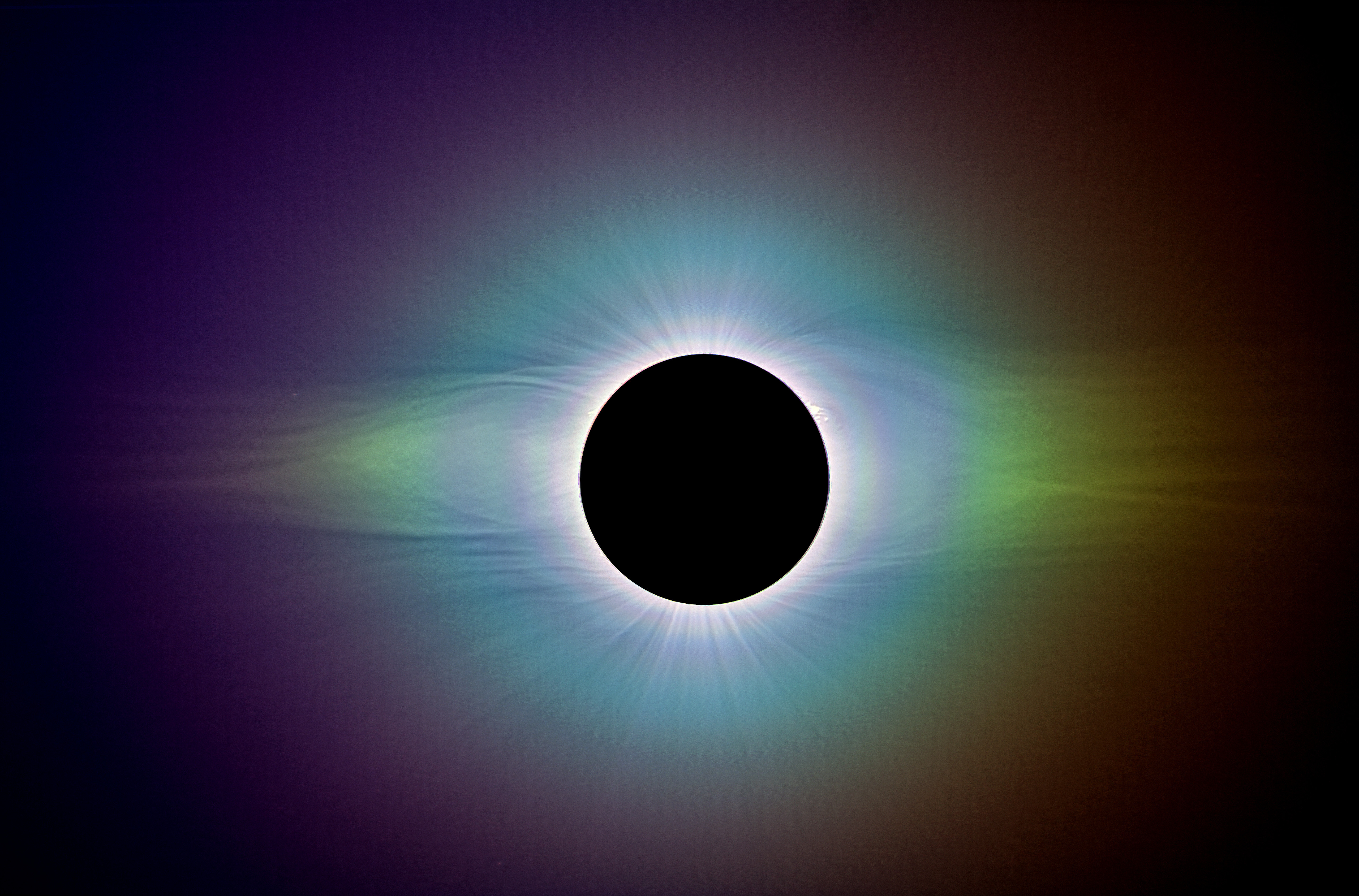
Korona während der Sonnenfinsternis vom 2. Juli 2019

Die Korona besteht aus einem nahezu vollständig ionisierten Plasma und ist mit typischerweise einigen Millionen Kelvin deutlich heißer als die unterhalb liegenden Schichten der Sonne, die Chromosphäre und die als Sonnenoberfläche geltende Photosphäre.
Die Ursachen und Wirkmechanismen, die zu dieser Koronaheizung führen, sind noch nicht abschließend verstanden und stellen einen zentralen Gegenstand aktueller Forschung der Sonnenphysik dar.

## Physikalische Modelle
Mögliche Erklärungsmodelle für die Heizung der Korona beinhalten
- die Dissipation von Plasmawellen
- stoßdominierte Dissipation elektrischer Ströme
- Stoßwellen
- Rekonnexion kontinuierlich umstrukturierter Magnetfeldkonfigurationen

und weitere Prozesse.
Raumsonden wie SOHO, TRACE, RHESSI und CHANDRA tragen mit ihren Messungen wesentlich zu diesen Untersuchungen bei. Die Raumsonde Parker Solar Probe soll sich im Verlaufe ihres Orbits der Photosphäre bis auf einen Abstand von 8,5 Sonnenradien nähern und somit die Korona durchfliegen.

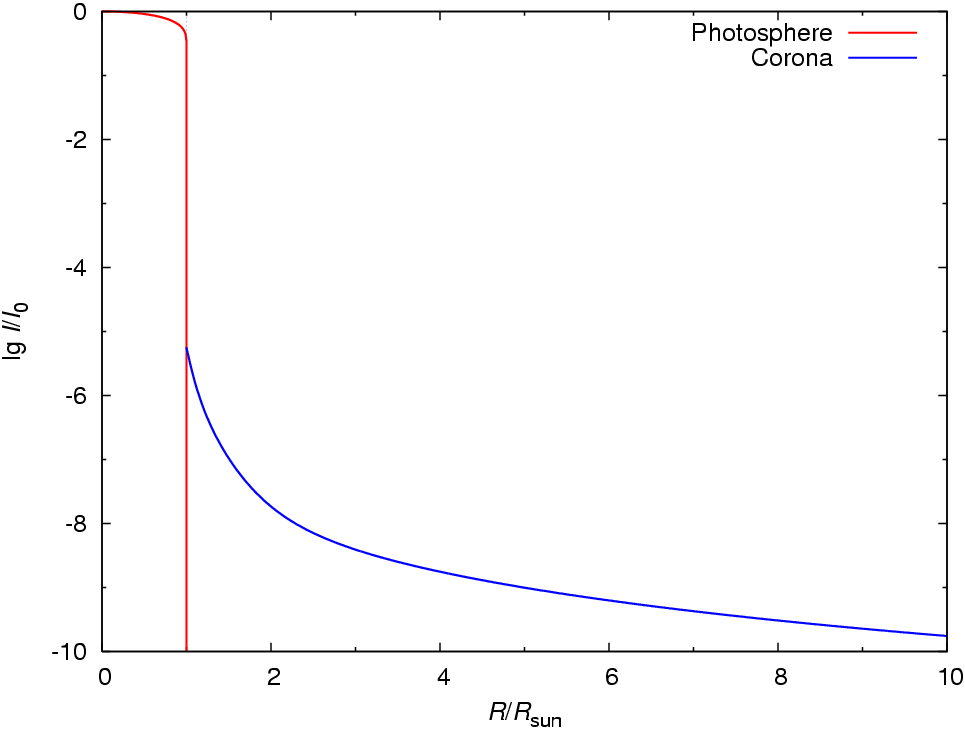
Logarithmisches Lichtprofil der Korona (blau). Die rote Kurve repräsentiert die Photosphäre und die Abnahme ihrer Helligkeit nahe beim sichtbaren Sonnenrand.

Ein besonders steiler Temperaturgradient herrscht in der untersten Korona, wo die Dichte rapide mit dem Abstand von der Oberfläche abnimmt (s. Diagramm): innerhalb einiger hundert Höhenkilometer steigt die kinetische Gastemperatur um eine Million Kelvin. Die hohe Temperatur und eventuell zusätzliche Beschleunigungsmechanismen führen schließlich dazu, dass koronales Plasma als Sonnenwind entweicht.
Die Korona kann nur aufgrund ihrer extrem geringen Dichte so heiß werden: die hohe Temperatur kennzeichnet wie in jedem Gas oder Plasma die Bewegungsenergie der Gasteilchen. Hingegen hätte ein Festkörper durch seine höhere Teilchendichte und die große Anzahl von Freiheitsgraden in gleicher Höhe über der Sonne eine sehr viel niedrigere Temperatur, weil sich ein völlig anderes thermisches Gleichgewicht einstellen würde. Anschaulich betrachtet verteilt sich die gesamte thermische Energie auf wenige Gasteilchen, wodurch jedes einzelne Teilchen einen relativ hohen Energiebetrag erhält. Die Gasteilchen verhalten sich fast wie ein ideales Gas und besitzen ausschließlich Translationsfreiheitsgrade. Sämtliche zusätzlichen Energiebeträge, neben der von der Sonnenoberfläche ausgehenden thermischen Strahlung, wirken sich demnach als Impulsübertragung auf die Gasteilchen aus.
Die folgende Näherungsformel beschreibt die Intensität der Koronastrahlung in der Projektion, normiert auf die Strahlung {\displaystyle I(\rho =0)} im Zentrum der Sonnenscheibe:
{\displaystyle {I(\rho ) \over I(0)}=10^{-6}\left({\frac {3{,}670}{\rho ^{18}}}+{\frac {1{,}939}{\rho ^{7{,}8}}}+{\frac {0{,}0551}{\rho ^{2{,}5}}}\right)}
mit dem dimensionslosen Abstand {\displaystyle \rho >1} vom Zentrum der Sonne, wobei {\displaystyle \rho =1} dem Sonnenrand entspricht.
Diese Näherung stellt nur einen zeitlichen und räumlichen Mittelwert dar, weil die Intensität der Koronastrahlung stark mit dem heliografischen Breitengrad und der momentanen Sonnenaktivität variiert. Aus detaillierten Spektren könnten genauere Rückschlüsse auf mögliche Erklärungsmodelle für die Aufheizung der Korona gezogen werden. Das beschriebene Intensitätsverhältnis verdeutlicht jedoch die fast unlösbare Problematik derartige spektroskopische Daten von der Erde aus zu erhalten.
Es gibt Hinweise, dass die Ursache der hohen Temperaturen in der Korona in Nanoflares zu suchen ist, die zwar viel kleinere Energie als normale Sonneneruptionen haben (Faktor 10−9), aber extrem hohe Temperaturen (107 Kelvin) erreichen und pro Sekunde millionenfach auf der Sonne auftreten. So fanden die Raketensondenmission EUNIS (Extreme Ultraviolet Normal Incidence Spectrograph) 2013 im extremen UV und NuSTAR im Röntgenbereich Hinweise auf extrem heißes Plasma in Bereichen der Sonne, die sonst keine großen Sonneneruptionsaktivitäten aufwiesen. Die Aufheizung der Korona mit solchen Nanoflares wurde von Thomas Gold (1964) und Eugene N. Parker (1972) vorgeschlagen. Endgültigen Aufschluss über ihre Existenz soll die Parker Solar Probe liefern.

## Gesamthelligkeit
Wenn man in der Strahlungsformel den Abstand von 1 (Sonnenrand) bis unendlich integriert, erhält man die Gesamthelligkeit der Korona unter idealen Messbedingungen, wie sie näherungsweise bei einer totalen Sonnenfinsternis vorliegen. Sie beträgt etwa 1,6 · 10−6 der Gesamthelligkeit der Sonne, was einer scheinbaren Helligkeit von −12,3m entspricht. Dieses relativ schwache Leuchten ist vergleichbar mit der scheinbaren Helligkeit des Vollmondes, weshalb man die Korona bei einer totalen Sonnenfinsternis ohne Augenschutz beobachten kann. Doch sobald der Sonnenrand wieder hinter dem Mond als schmale, blendende Sichel auftaucht, verschwindet die Korona für unser Auge innerhalb kürzester Zeit.

## Spektroskopische Zusammensetzung

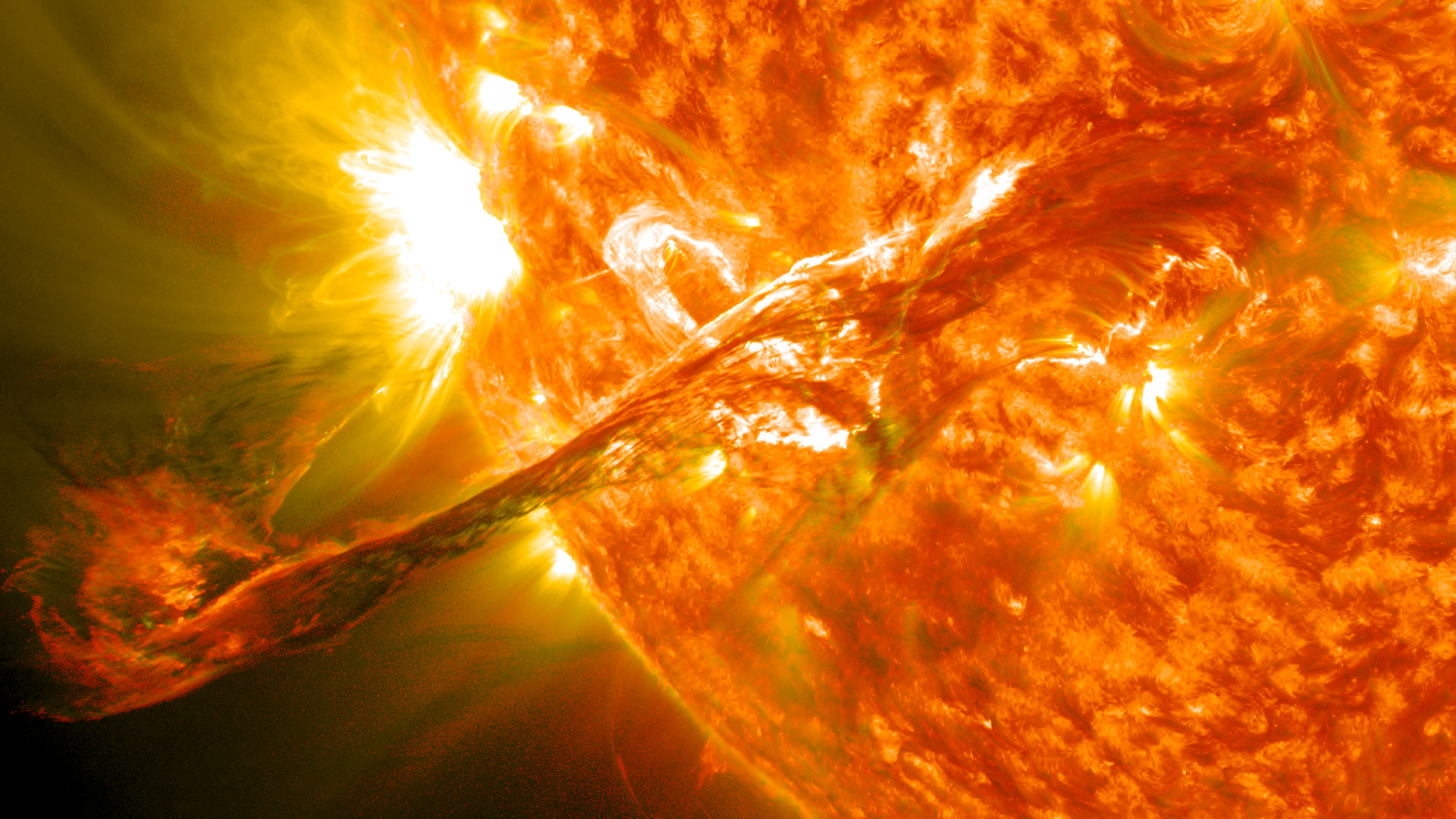
Koronaler Massenauswurf vom 31. August 2012, fotografiert im Ultraviolett bei 30,4 und 17,1 nm vom Solar Dynamics Observatory

Unterschiedliche Streuprozesse formen die Korona. Die Bezeichnungen gehen auf historische Charakterisierungen zurück:
- F-Korona (Fraunhofer-Korona): Staub streut das Sonnenlicht. Außer einer Bevorzugung der Vorwärtsstreurichtung bleibt die Strahlung unverändert. Deshalb sind dort Fraunhoferlinien der primären Sonnenstrahlung nachweisbar.
- K-Korona (Kontinuierliche Korona): Freie Elektronen streuen das Licht (Rayleigh-Streuung). Da sich die freien Elektronen unterschiedlich schnell bewegen, werden die Wellenlängen des Lichts durch den Dopplereffekt so verschoben, dass alle Fraunhoferlinien zu einem Kontinuum „verschmiert“ werden. Zusätzlich wird die Strahlung abhängig von ihrer Polarisation gestreut.
- L-Korona oder E-Korona (Linien-Korona / Emissions-Korona): Das Gas der Korona emittiert charakteristische Spektrallinien.
- T-Korona (thermische Korona): aufgeheizte Partikel emittieren als Temperaturstrahler in einem kontinuierlichen Spektrum.